# Supplément au Voyage de Bougainville
Le Supplément au Voyage de Bougainville, ou Dialogue entre A et B sur l'inconvénient d'attacher des idées morales à certaines actions physiques qui n'en comportent pas, est un conte philosophique de Denis Diderot écrit en mai 1772. Il paraît pour la première fois en volume en avril 1796 — à titre posthume, 12 ans après le décès de l'auteur — dans un recueil d’Opuscules philosophiques et littéraires, la plupart posthumes ou inédites.
Le texte se présente comme une suite au Voyage autour du monde de Louis-Antoine de Bougainville, publié en 1771. Cela explique que le titre du texte de Diderot comporte bien une majuscule au mot « Voyage ».
Précédé de Ceci n’est pas un conte et de Madame de La Carlière, il clôt un triptyque de contes moraux rédigés en 1772 qui parut dans la Correspondance littéraire.
Cette œuvre a inspiré à Jean Giraudoux la pièce de théâtre le Supplément au voyage de Cook, créé par Louis Jouvet en 1935.

## Résumé
Les protagonistes du dialogue de Diderot, A et B, discutent du Voyage autour du monde du navigateur français Louis-Antoine de Bougainville récemment paru (en 1771). B propose de parcourir un prétendu Supplément qui remet en question certaines prétendues évidences énoncées par Bougainville, premier Français ayant fait le tour du monde. Deux passages de ce Supplément sont enchâssés dans la discussion : Les adieux du vieillard, et le long Entretien de l'aumônier et d'Orou.

### Chapitre 1: Jugement du voyage de Bougainville
Au moment où il commence, le dialogue a l'air d'être la suite d'une conversation entre 2 personnages. Ces derniers attendent que le brouillard se lève pour continuer leur périple. B est en train de lire le Voyage autour du monde de Bougainville. A, qui n'a pas lu cet ouvrage interroge B sur la personnalité de Bougainville (« un homme curieux qui passe d'une vie sédentaire et de plaisirs au métier actif, pénible, usant et dissipé du voyageur ») et sur son voyage, ce qui permet à B de rappeler les grandes étapes de son périple.
Ensuite sont évoquées les difficultés rencontrées : les éléments naturels, les maladies, les dégâts matériels, la difficulté d'avoir des secours. Puis ce sont des considérations sur des événements particuliers : l'attitude colonisatrice des Jésuites au Paraguay et leur expulsion ; la remise en cause du gigantisme des Patagons, tels que les avait décrits Magellan ; la sagesse et la qualité de vie des sauvages, tant que leur sécurité n'est pas en danger ; la présentation d'Aotourou, l'Otahïtien qui accompagna Bougainville à Paris et des remarques sur la difficulté de rendre compte des mœurs européennes tant elles diffèrent des leurs. Le chapitre se termine par des considérations d'ordre météorologique : le brouillard s'est levé, les deux compagnons vont pouvoir continuer leur balade. Devant la curiosité de A, B l'encourage à lire la suite du récit de Bougainville « (...) tenez, lisez, allez droit aux adieux que fit un des chefs de l'île à nos voyageurs (...) ».

### Chapitre 2: Les adieux du vieillard
Au moment du départ des Européens, le vieillard, celui qui s'était retiré et enfermé dans un mutisme total à l'arrivée des Européens, figure emblématique de la sagesse, adresse un discours, d'abord à ses compatriotes : il leur reproche de s'émouvoir du départ de ceux qu'il considère comme des envahisseurs, leur rappelant que c'est plutôt leur arrivée sur l'île qu'il faut déplorer. Il les met en garde contre leur éventuel retour, qui serait fatal pour chacun d'eux et il leur prévoit un avenir sombre : « (...) un jour, vous servirez sous eux, aussi corrompus, aussi vils, aussi malheureux qu'eux. ». 
Puis il s'adresse à Bougainville, « le chef des brigands », avec mépris. Il le blâme de son influence néfaste sur les Tahitiens et fait un portrait machiavélique des Européens, qui ont eu pour seul but de détruire leur bonheur. Très rapidement, le discours se transforme en un éloge de la vie sauvage et un réquisitoire contre les Européens. Il énumère les différents méfaits causés par l'expédition : les dénaturer, éveiller en eux la jalousie et la rivalité, violer leur liberté, voler leurs biens, ne pas les avoir respectés comme eux-mêmes les avaient respectés, les pervertir et leur apprendre le mal. Par delà cette accusation, on peut lire une satire de l'attitude des peuples dits civilisés qui ne sont que « des empoisonneurs des nations ». Pour finir, il implore la malédiction pour Bougainville et son équipage : « Va, et puissent les mers coupables qui t'ont épargné dans ton voyage, s'absoudre et nous venger en t'engloutissant avant ton retour. ».
A et B ne commentent pas vraiment les propos du vieillard mais ils s'attardent à justifier la véracité du discours. En effet, ce passage n'existe pas chez Bougainville et Diderot, pour donner de la crédibilité, feint de supposer que Bougainville a préféré ne pas retenir ce discours pour épargner les Européens. Comme dans les précédents chapitres, le suivant est annoncé. Enfin B fait référence à l'aventure de Jeanne Barret, cette jeune femme, maîtresse et assistante de Commerson, qui avait embarqué à Rochefort déguisée en homme.

### Chapitre 3: Entretien de l'aumônier et d'Orou
Le chapitre s'ouvre sur la présentation des deux protagonistes : Orou, l'hôte, âgé de 36 ans, marié et père de trois filles (Asto, Palli et Thia) et fils de Poseidon, et l'aumônier de l'expédition, du même âge que son hôte. Conformément au code de l'hospitalité, Orou offre une des quatre femmes à l'aumônier pour agrémenter sa nuit. Devant son refus au nom de « sa religion, son état, les bonnes mœurs et l'honnêteté » s'engage une conversation entre les deux hommes : dans un premier temps, Orou invite l'aumônier à se plier à leurs mœurs, et convaincu, le jeune jésuite cède à la tentation et accepte de passer la nuit avec Thia, la plus jeune des filles qui n'a ni mari, ni enfants.
Le lendemain, Orou demande à l’aumônier de lui expliquer ce que signifie le terme « religion ». Il expose la conception chrétienne du monde, œuvre d'un Dieu tout-puissant, éternel et invisible et le code moral chrétien dicté par Dieu, légiférant ce qui est bien et ce qui est mal, ce qui est permis et ce qui est interdit. Orou, dans une longue réplique, démontre au jésuite que les principes divins sont contraires à la Nature et à la Raison. Pour lui, l'homme n'appartient à personne. Il remet en cause le fondement et l'existence des lois morales, sociales et juridiques. Orou fait preuve de bon sens et affirme n'avoir qu'un dessein : faire le bien et respecter la nature. La discussion se poursuit, l'aumônier interroge Orou sur la question du mariage. La définition qu'il en donne est en tout point conforme à l'esprit de nature : « le consentement d'habiter une même cabane, et de coucher dans un même lit, tant que nous nous y trouvons bien (...) ». Ce qui importe c'est le fruit de l'union et Orou explique avec enthousiasme le culte de la maternité et plus une fille a d'enfants, plus elle est convoitée. La vraie richesse de l'île, ce sont les enfants, et tout naturellement la conversation s'attarde sur les rituels des enfants avant qu'ils aient atteint l'âge nubile, rituels différents selon qu'ils sont filles ou garçons. Ces rituels doivent être strictement observés sous peine d'être punis par la communauté. A interrompt la prétendue lecture linéaire du livre de Bougainville pour s'attarder sur une note en marge du texte, un commentaire de l'aumônier sur la sagesse de cette conception du mariage qui respecte la liberté de chacun. Comme dans le chapitre précédent, Diderot feint de justifier la véracité des propos et prétexte la censure de la bonne morale européenne pour justifier l'absence de ce passage dans le récit du navigateur. A et B se livrent à une digression et évoquent une anecdote contemporaine, l'aventure malheureuse de Polly Baker. Cette jeune fille, mère hors du mariage est punie par la loi. B rapporte un extrait de sa défense, mettant en évidence que son état ne résulte que de l'infamie des hommes qui profitent d'elle sans pour autant en assumer les conséquences, en toute logique, ce sont eux qui devraient être punis. Miss Polly Baker, à la suite d'un discours argumentatif solidement construit et précis, parvient à éviter toute punition.

### Chapitre 4: Suite de l'entretien de l'aumônier avec l'habitant d'Otahïti
Ce chapitre reprend la conversation entre Orou et l'aumônier au point où elle en était restée juste avant la digression sur le cas de Miss Baker. La ponctuation mettait d'ailleurs en évidence cette interruption du discours : « Tu l'as dit… » et tout à fait logiquement Orou poursuit son témoignage sur la conception du mariage à Tahiti et l'éloge de la maternité. La liberté sexuelle est telle que les notions d'inceste et d'adultère n'existent pas. Si une fille trop laide n'a pas de mari, c'est un devoir pour son père de la rendre mère. Si une mère n'attire plus de prétendants, c'est lui rendre hommage et la respecter pour un fils que de partager son lit.
L'aumônier interroge Orou sur le libertinage amoureux, c'est-à-dire sur les transgressions des rituels qui régissent les attitudes et les devoirs des enfants avant l'âge de la puberté. Les femmes sont identifiables à la couleur de leur voile et chacune doit respecter les lois qui régissent le voile, sinon, il y a sanction :  le voile blanc désigne la jeune fille vierge avant la puberté, si elle se laisse séduire, elle est mise à l'écart dans la cabane paternelle ; le voile gris désigne la jeune fille momentanément empêchée de procréer ; le voile noir désigne les femmes qui ont passé l'âge de la ménopause ou celles qui sont stériles. Si malgré tout elles s'adonnent aux plaisirs de l'amour, elles sont exilées ou elles deviennent esclaves. Ces pratiques insistent sur le fait que l'acte sexuel a pour but premier la procréation. La fin de cet entretien est un jugement sans appel sur le ridicule et le non-sens du « vœu de stérilité », contraire à la nature, prononcé par les religieux catholiques.

### Chapitre 5: Suite du dialogue entre A et B
A et B approuvent les mœurs tahitiennes et remettent en cause la civilisation qui assujettit les hommes à des lois artificielles, arbitraires et contradictoires. Puis ils revisitent les conventions de la vie amoureuse instituées par le code civil et le code religieux au regard du code de la nature : le mariage, la galanterie, la coquetterie, la constance, la fidélité, la pudeur.
La conversation se poursuit sur les conséquences désastreuses des lois policées et sur un réquisitoire à l'encontre des sociétés européennes : en refusant de suivre les lois de la nature, l'homme est devenu malheureux, il s'est imposé des obstacles, il est la source même de ses malheurs. B résume la misère de la condition de l'homme civilisé : « Il existait un homme naturel : on a introduit au-dedans de cet homme un homme artificiel ; et il s'est élevé dans la caverne une guerre continuelle qui dure toute la vie. Tantôt l'homme naturel est le plus fort ; tantôt il est terrassé par l'homme moral et artificiel. » La discussion entre A et B s'arrête avec le retour du beau temps, et la perspective de la poursuite de leur promenade.

## Analyse

### La forme
Ce texte présente toutes les caractéristiques du style de Diderot et du dialogue philosophique du XVIIIe siècle. Ce Supplément est ainsi l'un des textes les plus représentatifs de son auteur et de son temps :
- dialogue entre deux anonymes (A et B): 
  - Diderot utilise habilement le dialogue entre Orou et l’Aumônier pour souligner l’arrogance de la vision européenne sur la sexualité. Grâce à cet échange de dialogues, Diderot parvient à présenter des points de vue divergents sur la sexualité tout en révélant ses propres opinions. Au début de la conversation entre Orou et l’Aumônier, ce dernier fait appel à sa religion pour expliquer pourquoi il ne peut coucher avec aucune des quatre filles : « Mais ma religion ! Mais mon état ! » (Supplément au Voyage de Bougainville, 1796). L’utilisation des noms possessifs « ma » et « mon » dans son dialogue met en évidence que les règles strictes interdisant les relations sexuelles avant le mariage n’existent que dans la religion et l’État de l’Européen : la même religion et le même État n’appliquent pas au Tahitien. De cette manière, Diderot établit très tôt la différence entre l’Européen et le Tahitien. De plus, l’utilisation des noms possessifs devient ironique car plutôt que l’Européen possède sa religion et son État, c’est en fait la religion et l’État qui ont le contrôle sur l’homme.
    - Dans l’ensemble, les dialogues du texte suscitent plus de questions qu'ils n'apportent de réponses. Cependant, Diderot place habilement les réponses dans les questions elles-mêmes : ce sont des questions simples, mais profondes, destinées à faire réfléchir le lecteur sur l’hypocrisie des mœurs européennes et sur la justification du mode de vie plus naturel des Tahitiens. À la fin, Orou demande : « Réponds-moi sincèrement ; en dépit des ordres exprès de tes trois législateurs, un jeune homme, dans ton pays, ne couche-t-il jamais, sans leur permission, avec une jeune fille » (Supplément au Voyage de Bougainville, 1796) ? Bien qu’Orou pose cette question à l’Aumônier, c’est en réalité le lecteur qui doit saisir les implications. Intuitivement, nous comprenons que la réponse est « non ». En conséquence, Diderot est capable de mettre en évidence les contradictions entre les lois morales prescrites et le comportement humain réel sans exprimer explicitement son opinion.
- structure complexe (récits enchâssés)
- suite ou complément imaginaire à un texte réel
- mise en abyme

### Le fond
En dépit du titre de ce conte, « Diderot songe si peu à nous retracer un état historique, qu’il en use fort librement avec le récit de Bougainville lui-même, selon qui l'inégalité règne à Tahiti avec une cruelle disproportion et l'absence de gouvernement n'y est qu'apparente. »
En fait, ce tableau fictif d'une société tahitienne utopique permet à Diderot de remettre en question les principes qui régissent l'organisation de la société : le droit naturel, les lois, Dieu, la morale, la nécessité. Il distingue surtout deux origines à ces principes : l'une abstraite et peu adaptée, l'autre induite par le bonheur concret et les besoins de la société. Pour lui, la loi naturelle est la seule loi qui est indiscutable. Il remet en cause les autres lois  fondamentales en les mettant en parallèle avec ce qui se passe dans la nature. 
Deux grandes idées sont en question : l'origine révélée de la moralité et le caractère universel de la morale. Les deux contes qui complètent la trilogie mettent ces thèmes en perspective.